# Мејдстон
Мејдстон (енгл. Maidstone) је град у Уједињеном Краљевству у Енглеској.  Према процени из 2007. у граду је живело 91.236 становника.

## Становништво
Према процени, у граду је 2008. живело 91.236 становника.
| 1981.  | 1991.  | 2001.  |
| ------ | ------ | ------ |
| 86.067 | 90.878 | 89.684 |

## Партнерски градови
- Бове